# Leopoldo Melo
Leopoldo Melo (Diamante, Entre Ríos, 1869 - Pinamar, 1951) était un avocat, homme politique, enseignant universitaire et diplomate argentin. Membre d’abord de l'Union civique radicale, puis de l’Union civique radicale antipersonnaliste, il fut élu sénateur et exerça pendant la Décennie infâme comme ministre de l’Intérieur.

## Biographie
Né en 1869 à Diamante, dans la province d’Entre Ríos, Leopoldo Melo s’inscrivit à la faculté de droit de l’université de Buenos Aires (UBA), où il obtint son titre d’avocat. Il s’affilia à l’Union civique radicale et en devint l’un des principaux dirigeants. Cependant, il prendra la tête de la mouvance dite antipersonnaliste (c’est-à-dire opposée à Hipólito Yrigoyen), laquelle fera scission en 1924 pour former le parti Union civique radicale antipersonnaliste. Il fut élu député national, fut par deux fois sénateur pour Entre Ríos, sa province d’origine, et accéda à titre intérimaire à la présidence du Sénat pour le compte du radicalisme.
Tout en siégeant au Congrès, il enseigna le droit à l'UBA et occupa entre avril 1920 et juin 1921 le poste de doyen de la faculté de droit. Durant ce mandat universitaire, il adhéra à la Ligue patriotique argentine, groupe d’extrême droite créé dans le sillage des grèves de fin 1918 et début 1919. La Ligue comprenait aussi bien des groupes paramilitaires que des cercles ayant pignon sur rue et agissait autant comme groupe de choc agressant violemment (matonaje) les immigrants étrangers, les organisations syndicales et les travailleurs en grève, que comme réseau social assurant l’encadrement idéologique de la population par des conférences, des bibliothèques etc. La Ligue joua un rôle de premier plan dans les événements connus sous la dénomination de Semaine tragique, sanglant conflit social dont la répression se solda par un bilan de 700 morts et 4000 blessés.
En 1924, il fut à l’origine de l’Union civique radicale antipersonnaliste. Sous cette étiquette il se présenta aux élections présidentielles de 1928, mais Melo fut battu par Yrigoyen lui-même.
En 1931, au lendemain du coup d’État de septembre 1930, il apporta son appui à la candidature présidentielle d’Agustín Pedro Justo et rejoignit, aux côtés des antipersonnalistes, la coalition électorale conservatrice Concordancia. Celle-ci, aidée par une fraude électorale à grande échelle, remporta le scrutin de 1931. Melo, désigné en récompense ministre de l’intérieur par Justo, mit sur pied la Section spéciale de la Police fédérale, qui commença à employer systématiquement la torture contre les opposants politiques. Il fut révoqué de son poste ministériel en 1936.
En 1939 et 1940, il répresenta l’Argentine dans les réunions panaméricaines tenues afin de déterminer une position conjointe des Amériques face à la Seconde Guerre mondiale et y défendit le même point de vue que les États-Unis.

## Corrélats
- Union civique radicale
- Concordancia
- Union civique radicale antipersonnaliste